# Eugenio Galvalisi
Eugenio „Pato“ Galvalisi (* 15. November 1915 in Salto, Uruguay; † 9. Dezember 2000) war ein uruguayischer Fußballspieler und -trainer.

## Spieler

### Verein
Der defensive Mittelfeldspieler (die damalige spanische Positionsbeschreibung lautete: Centrojás), der unter anderem durch seinen Kampfgeist und sein temperamentvolles Spiel auffiel, begann seine Karriere 1933 bei Ferrocarril de Salto. 1934 wechselte er zu den Rampla Juniors, ehe er sich 1938 Nacional Montevideo anschloss. Dort sehr schnell zum Stammspieler und Publikumsliebling aufsteigend, absolvierte er insgesamt 265 Partien, bei denen ihm sieben persönliche Torerfolge gelangen. In die Zeit seiner Vereinszugehörigkeit fiel das sogenannte Quinquenio de Oro (auf Deutsch: die goldenen fünf Jahre), in denen Nacional fünf Meisterschaften in Folge gewann. Bis 1949 war Galvalisi somit am Gewinn von sieben uruguayischen Meistertiteln beteiligt (1939, 1940, 1941, 1942, 1943, 1946 und 1947). Außerdem gewann Nacional in jener Zeit 1940 und 1946 die Copa Río de la Plata, inoffiziell auch denjenigen des Jahres 1942. Vor seinem Karriereende spielte er 1950 noch für Defensor und feierte dort mit dem Klub den Wiederaufstieg in die Primera División.

### Nationalmannschaft
Für die Nationalmannschaft Uruguays absolvierte er von seinem Debüt am 18. Juli 1935 bis zu seinem letzten Einsatz am 1. Februar 1942 elf Länderspiele, bei denen ihm jedoch kein Torerfolg gelang. In diesem Zeitraum nahm er mit der Celeste an der Campeonato Sudamericano 1937, 1939 und 1942 teil. Dabei konnte er mit seinen Mitspielern in letztgenanntem Turnier den Titel des Südamerikameisters erringen.

## Trainer
Nach dem Ende seiner Karriere als Spieler war er im Bereich der Amateur- und Jugendmannschaften Nacionals als Trainer tätig.
Zudem trainierte er beim Erstligaabstieg 1963 und um 1966 Liverpool Montevideo und erreichte dort 1966 mit seiner Mannschaft den Aufstieg in die Primera División.

## Sonstiges
Sein langjähriger Verein Nacional gab im Dezember 2011 die Eröffnung einer Bibliothek bekannt, die den Namen Galvalisis trägt und im Jugendinternat Nacionals ihren Sitz haben wird.

## Erfolge
- Südamerikameister: 1942
- 7× Uruguayischer Meister: 1939, 1940, 1941, 1942, 1943, 1946 und 1947
- 2× Gewinn der Copa Río de la Plata: 1940, 1946